# Rajská omáčka
Rajská omáčka či rajská je celosvětově rozšířená omáčka, typická i pro českou kuchyni, která se připravuje z rajčat jako hlavní suroviny, jež současně tvoří i hlavní vůni a chuť jídla.

## Historie
První doložitelné informace o rajčatových omáčkách se objevují v Itálii, kde se objevují v 18. století v neapolské kuchyni. První kuchařku Il Cuoco Galante, kde najdeme recepty na několik rajčatových omáček, vydal v Neapoli v roce 1773 Vincenzo Corrado. Jednalo se o omáčky podávané samostatně k hlavním chodům jakožto dochucovadla (z dnešního pohledu se tedy jednalo spíše o něco jako dip, kečup). Rajská omáčka jako součást hlavního pokrmu se pak objevuje v kuchařské knize L'Apicio moderno, vydané římským kuchařem Francescem Leonardim v roce 1790. K většímu rozšíření rajčatových omáček v Evropě pak dochází až ve 30. letech 19. století  a pokrmy se často označují přívlastkem al sugo.

## Česko
V Česku se podává nejčastěji s houskovým knedlíkem, těstovinami či rýží, ale občas se konzumuje pouze s pečivem. Obsahuje často plátek hovězího masa, je vařená s plněným paprikovým luskem, ale v levnější variantě může být použita například sekaná, či mleté maso.
Tradičně se vaří z protlaku, díky kterému získá typicky sytě červenou barvu. Mohou se však použít i čerstvá rajčata, která se musí důkladně rozvařit a následně prolisovat, nebo konzervované rajské pyré. Pro zahuštění vznikající omáčky se využívá bramborový škrob nebo častěji hladká mouka, především v podobě jíšky. Pro zvýraznění chuti se používá aromatické koření jako nové koření, kuličky černého pepře, bobkový list, tymián, celá skořice.